# Jack Butland
Jack Butland (født 10. marts 1993) er en engelsk professionel fodboldspiller, som spiller for Scottish Premiership-klubben Rangers.

## Klubkarriere

### Birmingham City
Butland skiftede i 2007 til Birmingham Citys ungdomsakademi. Som 16-årig fik han debut for klubbens reservehold, og på sin 17 års fødselsdag, i marts 2010, underskrev Butland sin første professionelle kontrakt, da Birmingham og spilleren indgik en 36 måneders aftale. I slutningen af 2011 blev kontrakten forlænget, så den nu var gældende indtil juni 2015.

#### Leje til Cheltenham Town
Butland blev i september 2011 udlejet til League Two-klubben Cheltenham Town. Butland gjorde her sin førsteholdsdebut i professionel fodbold hos Cheltenham, og imponerede her. Han blev igen udlejet til klubben i februar 2012. Efter en skade til Birmingham-målmand Boaz Myhill måtte han vende tilbage til Birmingham, da de kaldte ham tilbage for lejeaftalen.

#### Førsteholdsgennembrud
Butland overtog rollen som førstevalgsmålmand for Birmingham ved 2012-13 sæsonen efter at Ben Foster skiftede til West Bromwich Albion. Han spillede som fast mand i sæsonen, og blev her kåret som årets unge spiller i klubben.

### Stoke City

#### Skifte og lejeaftaler
Butland blev i januar 2013 hentet af Premier League-klubben Stoke City på en fast aftale. Som del af aftalen, så ville han blive lejet tilbage til Birmingham City for resten af 2012-13 sæsonen.
Efter sit retur til Stoke var han trejdevalgsmålmand bag Asmir Begović og Thomas Sørensen, og han blev i september 2013 udlejet, denne gang til Barnsley på en kortvarig aftale. Butland blev i december kaldt tilbage til Stoke som resultat af en skade til Begović, og efter en skade til Thomas Sørensen under en kamp imod Everton, blev Butland skiftet på til sin Premier League debut den 1. januar 2014.
Han blev igen udlejet i februar 2014, denne gang til Leeds United. Han blev i oktober af samme år også udlejet, denne gang til Derby County.

#### Stoke-karriere
Butland overtog rollen som førstevalgsmålmand ved begyndelsen af 2015-16 sæsonen efter at Begović havde forladt klubben. Han imponerede stort i sin debutsæson som førstevalg, og blev efter sæsonen kåret til årets spiller i klubben.
2016-17 sæsonen blev en plaget af skader. Han vendte tilbage for 2017-18 sæsonen, og dog han imponerede i sin rolle, var det ikke nok til at rede klubben fra nedrykning til Championship.
Han blev hos Stoke efter nedrykningen, og var tilbage i sin bedste form i 2018-19 sæsonen, da han for anden gang i sin tid i klubben blev kåret som årets spiller.
Han sidste sæson i klubben blev dog en skuffende en, da skader og en række dårlige kampe resulterede i at han mistede sin plads på holdet i løbet af slutningen af sæsonen.

### Crystal Palace
Butland skiftede i oktober 2020 til Crystal Palace. Han var i sin tid hos Palace andetvalgsmålmand.

#### Leje til Manchester United
Butland skiftede i januar 2023 til Manchester United på en lejeaftale. Han spillede dog aldrig en kamp for klubben, da han fungerede som reservemålmand.

### Rangers
Efter kontraktudløb med Palace, skiftede Butland til Rangers på en fri transfer.

## Landsholdskarriere

### Ungdomslandshold
Butland har repræsenteret England på flere ungdomsniveauer. Han var del af Englands U/17-trup som vandt U/17-Europamesterskabet i 2010.

### Olympiske landshold
Butland var del af Storbritanniens trup til sommer-OL 2012.

### Seniorlandshold
Jack Butland kom for første gang i truppen til Englands fodboldlandshold den 25. maj 2012. Dette var efter at landstræner Roy Hodgson havde udtaget ham til den 23-mands trup, der skulle spille ved Europamesterskabet i fodbold 2012 i Ukraine og Polen. Dette skete efter at John Ruddy havde brækket en finger, og Butland blev derfor indkaldt som erstatning for ham. Butland havde på dette tidspunkt ikke spillet nogle kampe nationalmandskabet. Han fik sin debut for landsholdet den 15. august 2012.

## Titler
Manchester United
- Carabao Cup: 1 (2022-23)

Rangers
- Skotske Liga Cup: 1 (2023-24)

England U/17
- U/17 Europamesterskabet: 1 (2010)

Individuelle
- Stoke City Årets spiller: 2 (2015-16, 2018-19)
- U/17 Europamesterskabet Turneringens hold: 1 (2010)